# Crownpoint
Crownpoint (navajo: Tʼiistsʼóóz Ńdeeshgizh) è un census-designated place degli Stati Uniti d'America, nella  Contea di McKinley nello stato del Nuovo Messico. Ha una popolazione di 2.643 abitanti secondo il censimento del 2000.
Crownpoint si trova all'interno della Riserva Navajo, nella zona sud-est della suddetto territorio ed è il capoluogo della Agenzia Navajo orientale.

## Geografia fisica
Crownpoint si trova a 2.128 m. di altitudine nella parte sud-orientale dell'altopiano del Colorado, fra i monti Chuska a ovest, le montagne San Juan a nord e le montagne San Pedro a est.
A circa 60 km a nord di Crownpoint si trova il Parco nazionale storico della cultura Chaco.
È uno dei principali centri della riserva Navajo, capoluogo della Agenzia Navajo orientale e sede di uno dei Capitoli navajo (Crownpoint Chapter House). Secondo il censimento del 2000 l'89,1% della popolazione è costituito da nativi americani.